# Strut
Strut ist das zehnte Studioalbum des Musikers Lenny Kravitz. Es erschien in Deutschland am 19. September 2014 und war die erste Veröffentlichung in seinem eigenen Label Roxie Records mit Vertrieb durch Kobalt Music Group. Es erschien 25 Jahre nach dem ersten Album Let Love Rule.

## Entstehung
Lenny Kravitz schrieb alle Lieder des Albums – bis auf eines – selbst und spielte auch die Instrumente. Begleitet wurden die Aufnahmen in den Beachfront Studios auf den Bahamas durch Unterstützung von Craig Ross sowie weiteren Musikern und Sängern. Unter den Klatschern werden bei zwei Titeln unter anderem auch sein Fotograf Mathieu Bitton und Woody Harrelson aufgeführt. Abgemischt und gemastert wurde es von Bob Clearmountain und Bob Ludwig.
Als Kravitz die Stücke für das Album fertig geschrieben hatte, saß er in der Maske für die Dreharbeiten zu Catchin Fire und hörte Ooo Baby Baby von Smokey Robinson and The Miracles im Radio. Das Lied gefiel ihm so, dass er bald darauf beschloss, dieses als zwölften Titel für das neue Album zu covern. Er hatte zuvor noch nie eine Coverversion auf einem Album veröffentlicht.
Das Albumcover zeigt Lenny Kravitz frontal mit Sonnenbrille im geschlossenen Jackett, unter dem der nackte Oberkörper sichtbar wird. Es ist in schwarzweiß gehalten und beinhaltet in der rechten oberen Ecke den Albumtitel STRUT. als Schriftzug sowie den Namen des Künstlers in Versalien am unteren Rand.

## Titelliste
Alle Titel wurden von Lenny Kravitz geschrieben, außer Ooo Baby Baby, das im Original von Smokey Robinson und Warren „Pete“ Moore stammt.
| Nr.          | Titel                        | Musik                                | Länge |
| ------------ | ---------------------------- | ------------------------------------ | ----- |
| 1.           | Sex                          | Kravitz, Craig Ross                  | 3:55  |
| 2.           | The Chamber                  | Kravitz, Ross                        | 4:57  |
| 3.           | Dirty White Boots            | Kravitz, Ross                        | 3:58  |
| 4.           | New York City                | Kravitz, Ross                        | 6:23  |
| 5.           | The Pleasure and the Pain    | Kravitz                              | 5:09  |
| 6.           | Strut                        | Kravitz                              | 3:10  |
| 7.           | Frankenstein                 | Kravitz                              | 4:35  |
| 8.           | She's a Beast                | Kravitz                              | 4:43  |
| 9.           | I’m a Believer               | Kravitz, Ross                        | 3:17  |
| 10.          | Happy Birthday               | Kravitz                              | 4:57  |
| 11.          | I Never Want to Let You Down | Kravitz                              | 4:38  |
| 12.          | Ooo Baby Baby                | Smokey Robinson, Warren „Pete“ Moore | 3:40  |
| Gesamtlänge: | Gesamtlänge:                 | Gesamtlänge:                         | 55:22 |

| Nr. | Titel                         | Länge |
| --- | ----------------------------- | ----- |
| 13. | Sweet Gitchey Rose            | 4:48  |
| 14. | Can't Stop Thinkin' 'bout You | 3:43  |
| 15. | Lift Me Out of My Head        | 5:15  |
| 16. | It Won't Feel the Same        | 4:21  |

## Veröffentlichungen
Vor der Veröffentlichung des Albums am 19. September 2014 erschienen bereits die Singles The Chamber am 23. Juni und Sex am 6. August. Die erfolgreichste Single in den Charts war The Chamber.
Begleitend zum Album gab es mit der Strut-Tour eine Tournee, die am 22. Oktober 2014 in Moskau begann. In Deutschland gab er fünf Konzerte und je eins in Wien und Zürich.
Im Oktober 2015 erschien die Live-DVD Just Let Go: Lenny Kravitz Live mit Konzertmitschnitten der Strut-Tour. Dieser Film konnte sich nur in der Schweiz in den Charts platzieren.

## Rezeption

### Rezensionen
Vom Magazin Rolling Stone wurde Strut in die Liste der 50 Best Albums of 2014 aufgenommen.

### Kritik
Die Kritiken zum Album fielen gemischt aus. Sebastian Meißner von Plattentests.de meint, „Strut ist ein überwiegend erfreuliches Kapitel in der Kravitz-Historie. Ein Album, auf dem sich Lenny hungrig und experimentierfreudig zeigt wie lange nicht.“
Sven Kabelitz bewertet einzelne Titel auf laut.de als „saftlos“ und „ausgelatscht“ mit „mangelnder Inspiration“. Insgesamt beurteilt er das Album jedoch als „Ende der Abwärtsspirale“, die mit den letzten Alben eingeleitet wurde – um dem Künstler am Ende der Rezension dann zu empfehlen, auf die Veröffentlichung weiterer Alben wie diesem besser zu verzichten.
„Unterm Strich stoppt Kravitz seinen freien Fall. Nach vier zum Teil erschreckend schwachen Tiefschlägen in Folge ist ‚Strut‘ zwar mitnichten ein Meisterwerk im Stile von Let Love Rule oder Mama Said, aber dennoch sein mit Abstand bestes da komplettestes Album seit 5 aus dem Jahr 1998 gelungen“, meint Jens Bauszus in einem Artikel für den Focus.
Über das Stück New York City schrieb Rolling Stone, es hätte „die beste Melodie, die nicht mal Mick Jagger in seinen Studio 54-Tagen geschrieben haben könnte“.

## Chartplatzierungen
In Deutschland war das Album 13 Wochen in den Charts und stieg bis auf den zweiten Platz. Es erreichte Platz 19 der Billboard 200, Platz 21 in Großbritannien, Platz zwei in der Schweiz sowie Platz drei in Österreich.
| ChartsChartplatzierungen       | Höchstplatzierung | Wochen |
| ------------------------------ | ----------------- | ------ |
| Deutschland (GfK)              | 2 (13 Wo.)        | 13     |
| Österreich (Ö3)                | 3 (14 Wo.)        | 14     |
| Schweiz (IFPI)                 | 2 (19 Wo.)        | 19     |
| Vereinigte Staaten (Billboard) | 19 (4 Wo.)        | 4      |
| Vereinigtes Königreich (OCC)   | 21 (3 Wo.)        | 3      |

| ChartsJahrescharts (2014) | Platzierung |
| ------------------------- | ----------- |
| Deutschland (GfK)         | 83          |
| Schweiz (IFPI)            | 26          |